# Aquell gust agre de l’estel
Aquell gust agre de l'estel és una novel·la de Robert Saladrigas publicada l'any 1977. Va editar-se en català, i posteriorment ha estat traduïda al castellà.

## Argument de l'obra
L'obra explica la joventut dle protagonista, l'Agustí, personatge insatisfet i inquiet. Té lloc inicialment a Barcelona sota la influència del franquisme, i posteriorment a Itàlia, retornant més endavant a la ciutat catalana.

## Premis
La novel·la va guanyar el Premi La Dida.